# Fulton Street (Manhattan)
Pour les articles homonymes, voir Fulton.
Fulton Street est une rue de New York. 

## Situation et accès
Cette voie l'arrondissement de Manhattan, est située dans le Financial District, quelques rues au nord de Wall Street. Elle s'étend entre Church Street à proximité du site du World Trade Center et South Street, au niveau du South Street Seaport. 

## Origine du nom
La rue tire son nom de l'inventeur et ingénieur Robert Fulton, qui était spécialisé dans la création de navires à vapeur. 

## Historique
Autrefois, des ferries traversaient l'East River pour rejoindre Fulton Street dans l'arrondissement de Brooklyn. L'ancien Fulton Fish Market était situé à proximité du South Street Seaport avant de déménager à Hunts Point dans le Bronx.
Fulton Street est en outre le nom d'une station du métro de New York par laquelle plusieurs lignes transitent, notamment en direction de Brooklyn. Ainsi, les lignes A et C de l'IND Eighth Avenue Line, les lignes 4 et 5 de l'IRT Lexington Avenue Line, les lignes 2 et 3 de l'IRT Broadway-Seventh Avenue Line et les lignes J, 'et Z de la BMT Nassau Street Line passent par Fulton Street. Des travaux pour la construction d'une station commune à toutes les lignes, baptisée Fulton Street Transit Center, financés par la ville devraient s'achever en 2009.